# Монотонное отношение предпочтения
Монотонность отношения предпочтения — экономический термин, означающий, что потребитель отдаёт предпочтение бо́льшим потребительским наборам над меньшими. Это свойство коррелирует с поведением потребителей в большинстве ситуаций. Свойство строгой монотонности формулируют как аксиому ненасыщенности потребителя.
Формальное введение монотонности отношения предпочтения требует сначала уточнения относительно определения «бо́льший набор». Сравнение наборов по величине проводится с помощью отношений {\displaystyle \geq } и {\displaystyle >}. Пусть {\displaystyle x=(x_{1},x_{2},...,x_{n})} и {\displaystyle y=(y_{1},y_{2},...,y_{n})} — два произвольных набора.
- {\displaystyle x\geq y\Longleftrightarrow x_{i}\geq y_{i}\land x\neq y}. Отношение {\displaystyle \geq } означает, что каждого из товаров в наборе {\displaystyle x} не меньше, чем в {\displaystyle y} и по крайней мере на один товар больше.
- {\displaystyle x>y\Longleftrightarrow x_{i}>y_{i}}. Отношение {\displaystyle >} означает, что каждого из товаров в наборе {\displaystyle x} больше, чем в наборе {\displaystyle y}.

Отношение предпочтения называется строго монотонным, если {\displaystyle x>y\Longrightarrow x\succ y}, и называется слабо монотонным, если {\displaystyle x\geq y\Longrightarrow x\succ y}.
Импликации в определении монотонности являются односторонними, поскольку отношение сравнения по величине, в отличие от отношения предпочтения, не являются полными. Например, если в корзине {\displaystyle x} больше первого товара, а в корзине {\displaystyle y} — второго, то такие корзины являются несравнимыми по величине, но их можно сравнить по отношению предпочтения.
Среди немонотонных отношений предпочтения можно выделить два класса:
- существует точка насыщения, то есть конечный лучший потребительский набор;
- один или несколько товаров препятствуют достатку, и уменьшение их количества делает набор лучшим.

Примером отношения предпочтения, которое является монотонным, но не является строго монотонным, является отношение предпочтения, описывающее совершенно взаимодополняющие товары и представляемое функцией полезности Леонтьева.